# Roger Magnusson
Roger Magnusson (Mönsterås, 20 de março de 1945) é um ex-futebolista sueco que atuava como ponta-direita. Foi ídolo do Olympique de Marseille e jogou em outras equipes como Åtvidabergs FF, 1. FC Köln e Juventus FC.

## Carreira
Começou no Åtvidabergs FF, em 1963, permanecendo por duas temporadas e se transferindo para o futebol alemão, para defender o 1. FC Köln.
Passou apenas um ano no clube, assim como no italiano Juventus FC, em 1967-68. Nesse mesmo ano, foi para o francês Olympique de Marseille, onde virou ídolo e um dos responsáveis por vários títulos, como dois Campeonatos Franceses e duas Copas da França. Por seus dribles e desenvoltura, foi apelidado de le Garrincha suédois (O Garrincha Sueco) pelos torcedores do clube francês.
Em 1974, se despediu do Olympique e foi para o Red Star Saint-Ouen, onde jogou por dois anos, não obtendo o mesmo sucesso que teve na França. Em 1976 e 1977, voltou à sua terra natal para defender Helsingborgs IF e Vilans BoIF, respectivamente, encerrando a carreira.

## Seleção Sueca
Disputou quatorze jogos e fez três gols pela sua Seleção, a qual defendeu de 1964 a 1970.

## Títulos
Olympique de Marseille
- Ligue 1: 1970–71, 1971–72
- Copa da França: 1968–69, 1971–72
- Supercopa da França: 1971